# ۲سی-اس‌ایی
۲سی-اس‌ایی (به انگلیسی: 2C-SE) با فرمول شیمیایی C۱۱H۱۷NSe یک ترکیب شیمیایی است. که جرم مولی آن ۲۷۴٫۲۲ g/mol می‌باشد. 